# Marnaz
Marnaz (se prononce Marna) est une commune française située dans le département de la Haute-Savoie, en région Auvergne-Rhône-Alpes. Son altitude minimale est de 464 mètres et son altitude maximale de 2098 mètres.
Marnaz est une ville de la moyenne vallée de l'Arve. Elle se situe à l'ouest de la ville de Cluses, à 36 km au nord-est d'Annecy et à 27 km au sud-est d'Annemasse.
Marnaz appartient à la communauté de communes Cluses-Arve et Montagnes (2CCAM).
Ses habitants sont les Marnerottes et les Marnerots.

## Toponymie
Le nom de la commune provient probablement de la marne (mélange de calcaire et d'argile) contenue en son sol. Comme bien souvent en Haute-Savoie, le -az final ne se prononce pas.
En francoprovençal ou arpitan savoyard, le nom de la commune s'écrit Marna se prononce « Marnâ » (retranscrit selon la graphie semi-phonétique de Conflans).

## Géographie

### Situation
La commune de Marnaz est située au pied de la chaîne du Bargy. Située à 517 mètres d'altitude, la ville est traversée par la rivière l'Arve, le ruisseau des Bottes, le ruisseau des Ravines. La ville compte 93,49 ha de forêt communale.
Le territoire de la ville comprend :
- la plaine de l’Arve traversée par les axes routiers et autoroutiers comportant le chef-lieu et l'agglomération dans sa partie nord,
- un coteau urbanisé entre la plaine et la montagne desservie par une voie Est-Ouest, 
- une dominante forestière qui s'étend au sud sur le versant nord-ouest de la montagne du Bargy marquée par une pente assez forte jusqu'à 2098 mètres d'altitude et par quelques replats ;
- le lit de la rivière de l’Arve .

### Quartiers et hameaux
Autour du quartier du Centre, se trouvent les hameaux :
- Blanzy,
- les Bosnées,
- les Bottes,
- Chez Titas,
- la Contamine,
- les Crevallets,
- l'Étoile,
- Fond de Marnaz,
- les Fontaines,
- les Grands Prés,
- Hermy
- la Terrassière
- et les Valignons.

### Communes limitrophes
| Vougy         | Thyez       |           |
| Mont-Saxonnex | Marnaz      | Scionzier |
|               | Le Reposoir |           |

### Climat
Le climat de Marnaz est tempéré et montagnard. Les étés sont chauds et les hivers sont froids.
La période la plus dégagée s'étend de juin à septembre. Le mois de mai est la période la plus nuageuse à Marnaz.
En moyenne, c'est le mois de juin qui est enregistre le plus de pluie à Marnaz avec une moyenne de 11,1 jours et une chute de pluie moyenne de 85 millimètres. Les précipitations de la commune sont identiques en volume à ceux du département, mais plus importantes qu'à l'échelle nationale (environ 900 mm au niveau national).

Le mois le plus enneigé à Marnaz est janvier, la ville enregistre une chute moyenne de neige de 114 millimètres. Du fait de l'exposition nord de la ville, le manteau neigeux peut persister en haute altitude jusqu'au printemps voire en été. L'amplitude thermique de la commune avoisine les 19°C. 
| Mois                              | jan. | fév. | mars | avril | mai  | juin | jui. | août | sep. | oct. | nov. | déc. |
| --------------------------------- | ---- | ---- | ---- | ----- | ---- | ---- | ---- | ---- | ---- | ---- | ---- | ---- |
| Température minimale moyenne (°C) | −7,3 | −6,5 | −3,2 | 0,7   | 5,1  | 9,4  | 11,4 | 11,1 | 7,5  | 3,5  | −2,1 | −6,2 |
| Température moyenne (°C)          | −3   | −1,8 | 2,2  | 6,6   | 10,9 | 15,2 | 17   | 16,6 | 12,7 | 8,6  | 2,2  | −2   |
| Température maximale moyenne (°C) | 1,8  | 2,8  | 6,9  | 11,2  | 15,5 | 19,7 | 21,4 | 21,2 | 17,4 | 13,9 | 6,9  | 2,7  |
| Humidité relative (%)             | 78   | 76   | 75   | 73    | 76   | 74   | 73   | 75   | 78   | 80   | 81   | 78   |

### Risques naturels

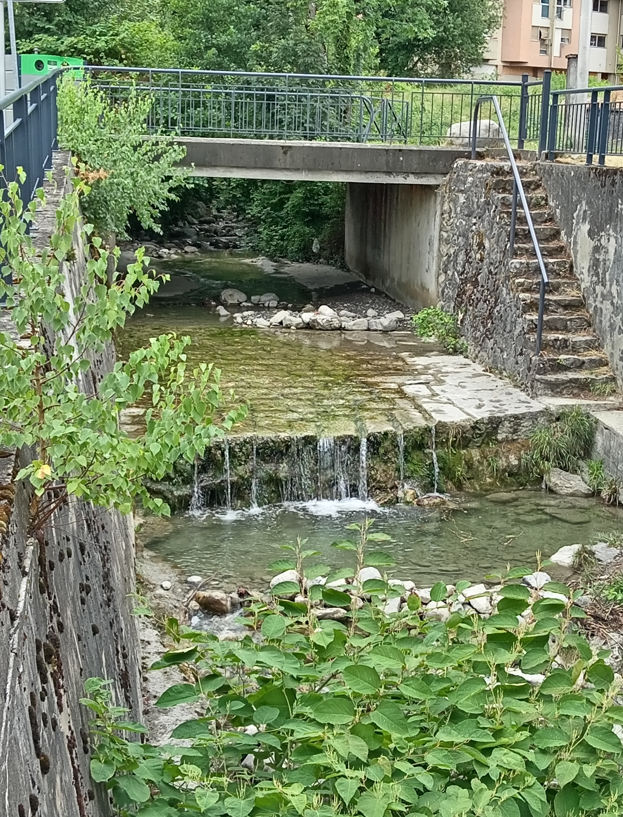
Foron de Marnaz (2025)

- Le torrent de Marmaz (ou foron de Marnaz), affluent de l'Arve, a un fort pouvoir d'érosion et a connu des crues. Après d'intenses précipitations, les crues de septembre 1960 et d'août 1995 ont creusé les berges et ont menacé d'obstruer les ponts par l'accumulation de rochers et de branchages [6].

- Marnaz a été classé « commune en situation de catastrophe naturelle » à la suite de la sécheresse de 2022 et des mouvements de terrain consécutifs à cette sécheresse et à la réhydratation des sols[8].

- La commune de Marnaz est classée en zone de sismicité moyenne. Elle a connu notamment les séismes du 14 décembre 1994 (épicentre Entremont- magnitude 4,5) et du 15 juillet 1996 (Epagny -magnitude 4,9)[9]

## Urbanisme

### Typologie
Au 1er janvier 2024, Marnaz est catégorisée ceinture urbaine, selon la nouvelle grille communale de densité à sept niveaux définie par l'Insee en 2022.
Elle appartient à l'unité urbaine de Cluses, une agglomération intra-départementale regroupant 18  communes, dont elle est une commune de la banlieue,,. Par ailleurs la commune fait partie de l'aire d'attraction de Cluses, dont elle est une commune de la couronne,. Cette aire, qui regroupe 12 communes, est catégorisée dans les aires de 50 000 à moins de 200 000 habitants,.

### Occupation des sols
L'occupation des sols de la commune, telle qu'elle ressort de la base de données européenne d’occupation biophysique des sols Corine Land Cover (CLC), est marquée par l'importance des forêts et milieux semi-naturels (57,4 % en 2018), une proportion sensiblement équivalente à celle de 1990 (57,6 %). La répartition détaillée en 2018 est la suivante : 
forêts (51,1 %), zones urbanisées (29 %), espaces ouverts, sans ou avec peu de végétation (6,2 %), zones industrielles ou commerciales et réseaux de communication (5 %), zones agricoles hétérogènes (5 %), terres arables (3,7 %).
L'IGN met par ailleurs à disposition un outil en ligne permettant de comparer l’évolution dans le temps de l’occupation des sols de la commune (ou de territoires à des échelles différentes). Plusieurs époques sont accessibles sous forme de cartes ou photos aériennes : la carte de Cassini (XVIIIe siècle), la carte d'état-major (1820-1866) et la période actuelle (1950 à aujourd'hui).

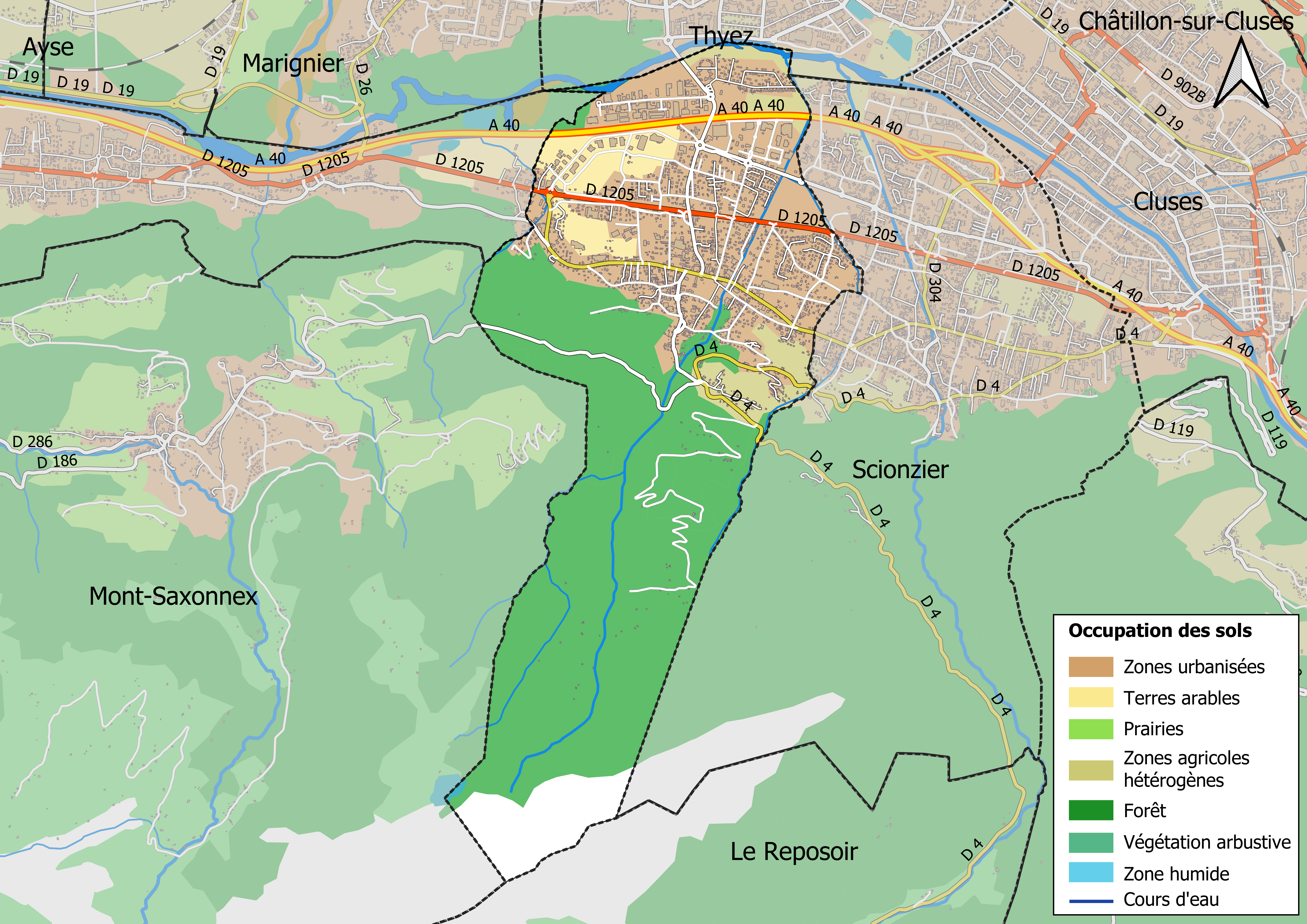
Carte des infrastructures et de l'occupation des sols en 2018 (CLC) de la commune.
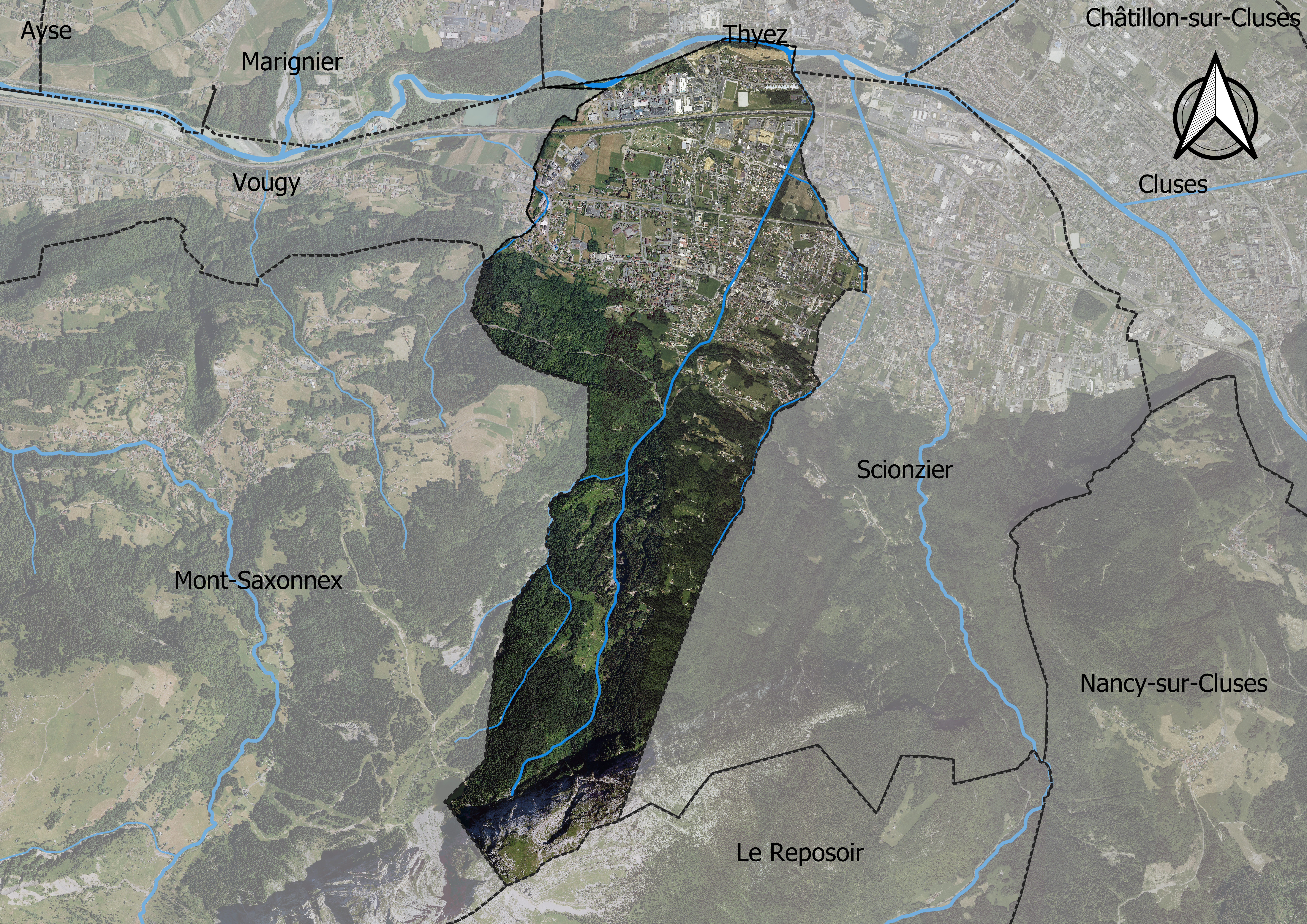
Carte orthophotogrammétrique de la commune.

### Morphologie urbaine
La commune de Marnaz est un territoire comprenant:
- un centre ville étiré,
- un secteur résidentiel essentiellement développé dans les années 70,
- des zones d'activités économiques de part et d'autres de l'autoroute A40: ZAE des Valignons et ZAE Ecotec. Depuis l'autoroute A40, dans le sens Bonneville - Chamonix, la ville de Marnaz est perçue comme un espace urbanisé à dominante industrielle[16].

Mairie de Marnaz, la salle des fêtes et les commerces du centre-ville
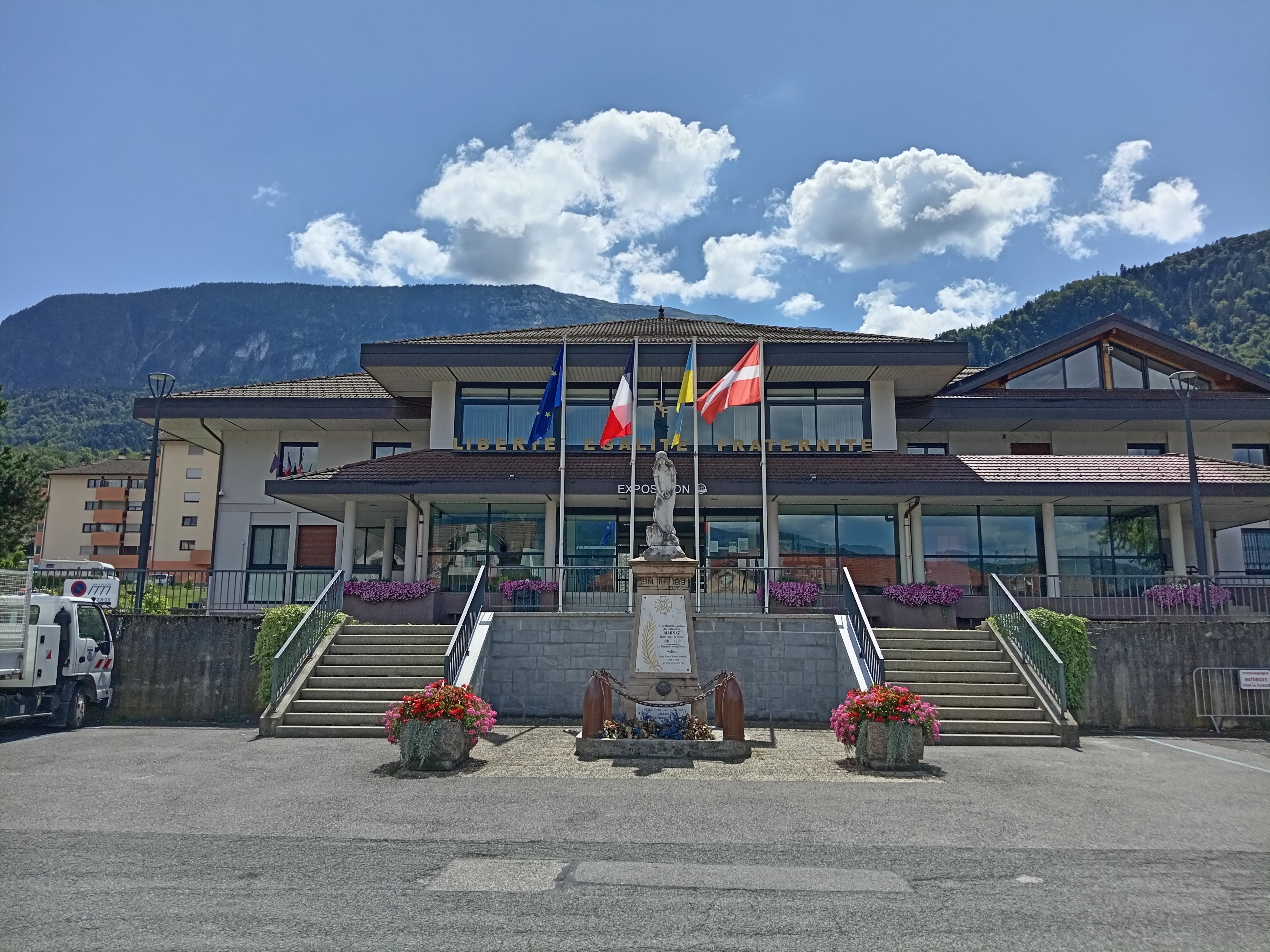
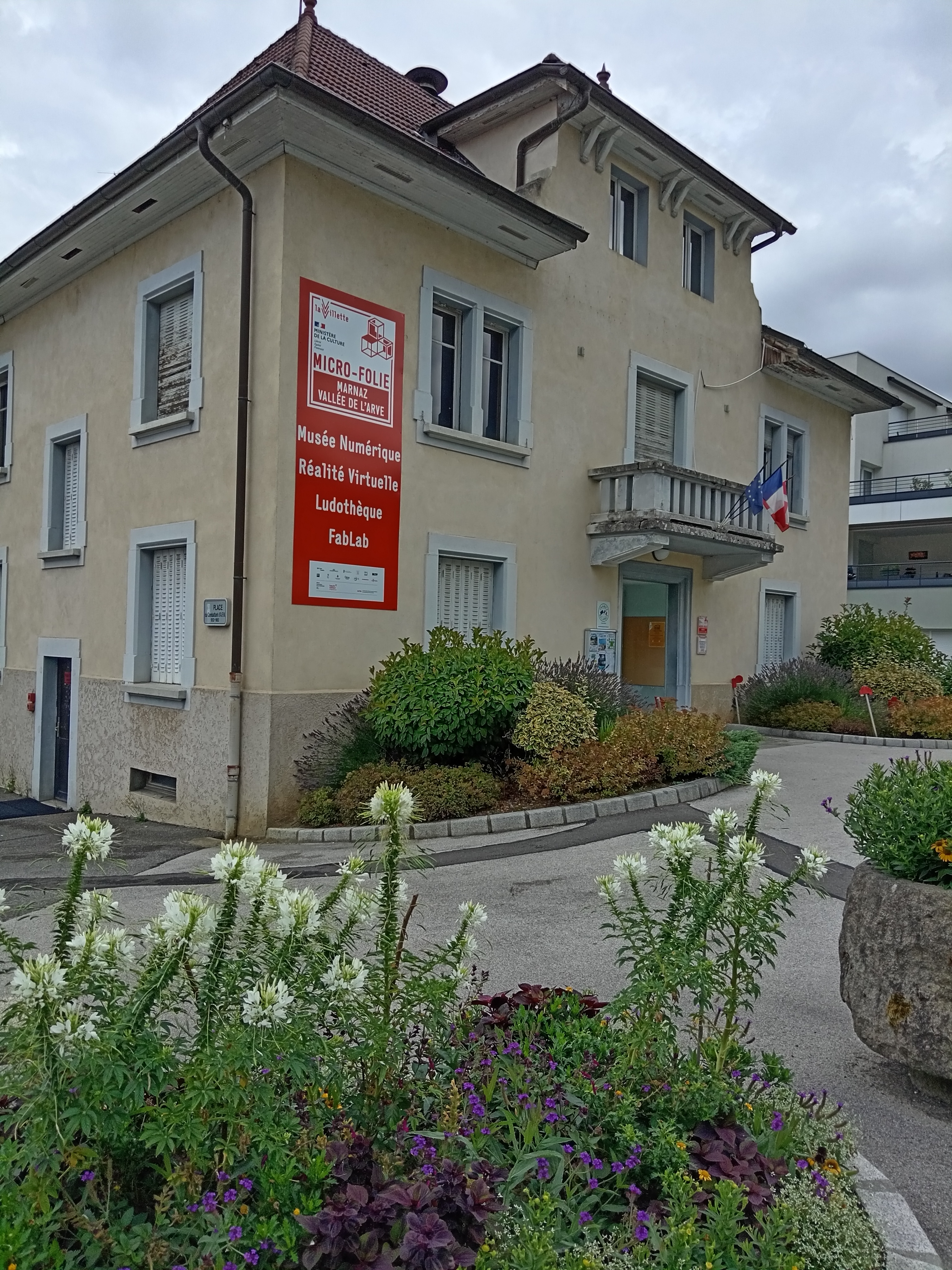
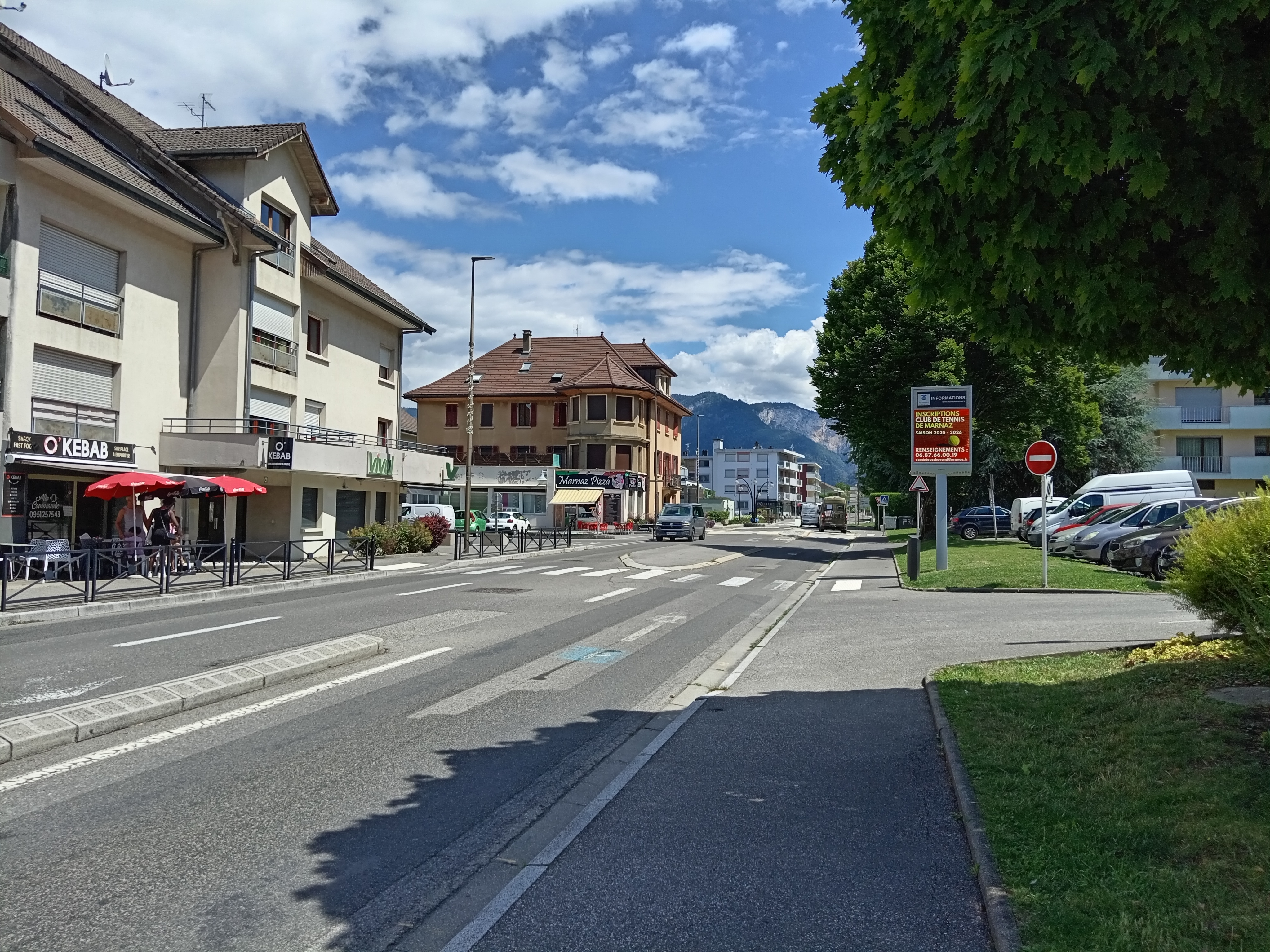
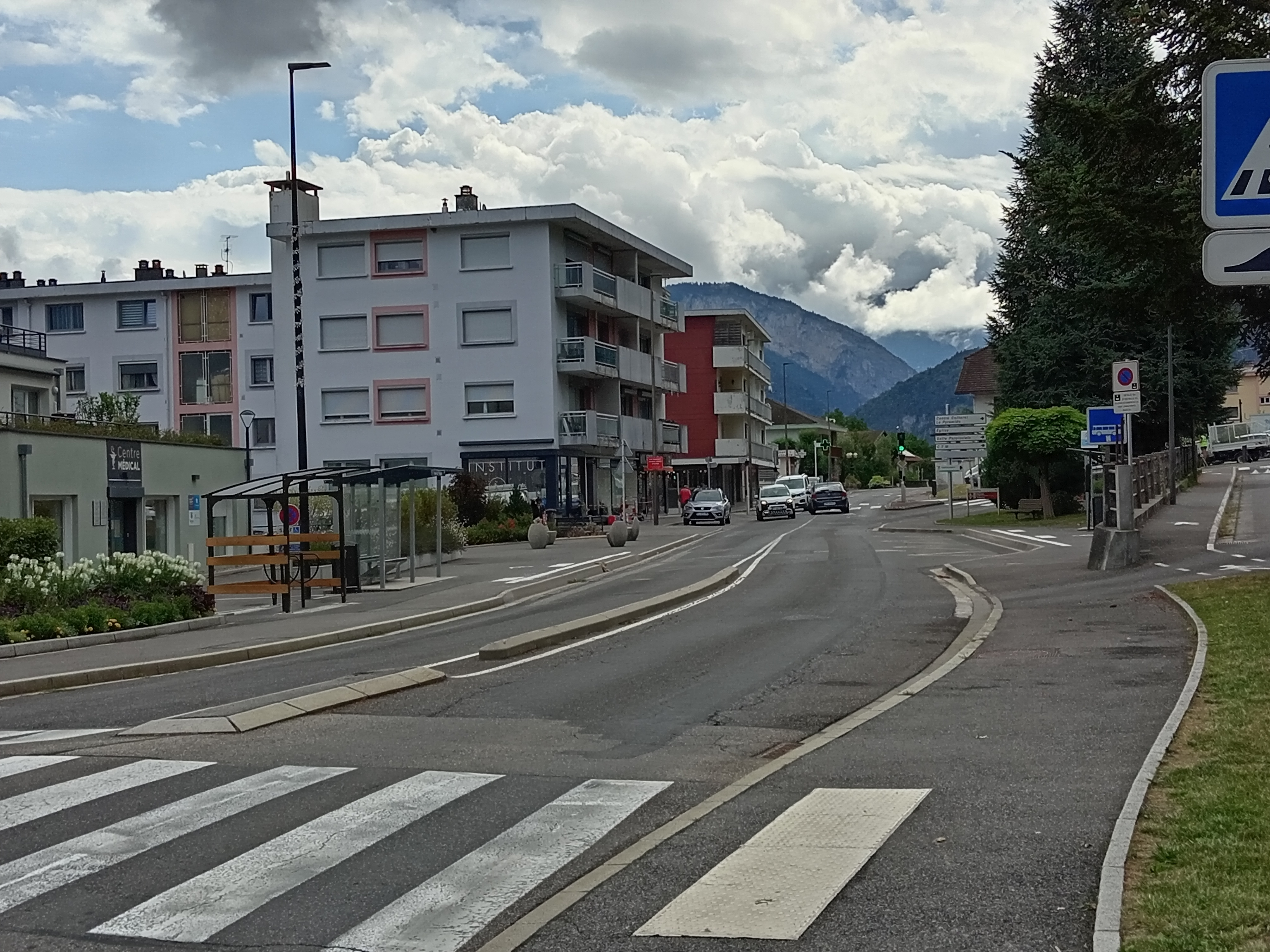

### Logement
Le parc de logements de la ville de Marnaz est constitué essentiellement de résidences principales. Les logements collectifs représentent un peu moins de la moitié des résidences principales; ils se situent essentiellement au centre-ville et aux Valignons.

### Voies de communication et transports
La ville de Marnaz est traversée par plusieurs infrastructures routières supportant des trafics importants : l'autoroute A40 assurant les liaisons entre Genève-Rhône Alpes et Turin-Italie, la route départementale RD1205 et l'avenue du Stade.

### Transport en commun
Le réseau Arv'i est en charge des transports en commun pour la communauté de communes Cluses-Arve et Montagnes (2CCAM) et dessert la ville de Marnaz. Les bus Arv'i desservent les bâtiments publics, les établissements scolaires et aussi les gares de Cluses et de Marignier.

## Histoire
Le hameau de Marnaz devient, en 1842, chef-lieu de la paroisse de Scionzier. À la suite de dissensions dans le conseil municipal à partir de 1830 avec comme point d'orgue la construction d'une nouvelle église au lieu-dit la Contamine, la commune de Marnaz est créée le 6 janvier 1866 par un décret de Napoléon III.
Le cœur du village est situé à flanc de montagne. À la suite des travaux d'endiguement débutés en 1824, le développement de la commune s'étend vers le fond de vallée.

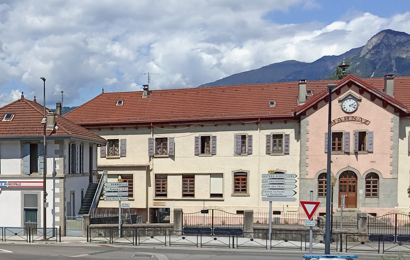
Mairie école de Marnaz

Une mairie-école est construite en 1878, puis une salle des fêtes en 1936 qui accueille également la mairie, avant que celle-ci ne soit finalement installée entre l'école et la chapelle en 1973 dans le nouvel édifice qu'elle partage avec la poste.
À partir des années 1970, le quartier des Valignons se développe entre la RN 205 (dite route blanche) et l'Arve avec la construction de logements sociaux et d'infrastructures sportives.

## Politique et administration

### Administration municipale
Le nombre d'habitants au dernier recensement étant compris entre 5 000 et 9 999, le nombre de membres du conseil municipal est de 29.

### Liste des maires
| Période                                  | Période        | Identité             | Étiquette | Qualité |
| ---------------------------------------- | -------------- | -------------------- | --------- | --- |
| 1936                                     | 1941           | Charles-Louis Dancet | Rad.Soc.  | Industriel |
| Les données manquantes sont à compléter. |                |                      |           | |
| ?                                        | 1973           | Paul Léger           | SE        | |
| 1973                                     | mars 1977      | Angel Boisier        | SE        | |
| mars 1977                                | juin 1995      | René Pralon-Bouvier  | DVD-CNI   | Artisan retraité Conseiller général du canton de Scionzier (1985 → 2001)                                                                            |
| juin 1995                                | mars 2001      | François Pernat      | DVD       | |
| mars 2001                                | mars 2008      | Arlette Debalme      | DVD       | |
| mars 2008                                | septembre 2017 | Loïc Hervé           | UDI (NC)  | Cadre territorial Sénateur de la Haute-Savoie (2014 → ) Vice-président (2013 → 2014) puis président de la CC Cluses-Arve et Montagnes (2014 → 2017) |
| septembre 2017                           | En cours       | Chantal Vannson      | DVD       | Collaboratrice parlementaire du sénateur Loïc Hervé                                                                                                 |
| Les données manquantes sont à compléter. |                |                      |           | |

### Intercommunalité
La commune fait partie de la communauté de communes Cluses-Arve et Montagnes.

### Jumelages
Quincinetto (Italie). Marnaz est jumelée avec cette commune du Piémont depuis octobre 1996.

## Population et société

### Démographie
L'évolution du nombre d'habitants est connue à travers les recensements de la population effectués dans la commune depuis 1866. Pour les communes de moins de 10 000 habitants, une enquête de recensement portant sur toute la population est réalisée tous les cinq ans, les populations de référence des années intermédiaires étant quant à elles estimées par interpolation ou extrapolation. Pour la commune, le premier recensement exhaustif entrant dans le cadre du nouveau dispositif a été réalisé en 2006.

En 2022, la commune comptait 5 920 habitants, en évolution de +8,68 % par rapport à 2016 (Haute-Savoie : +6,01 %, France hors Mayotte : +2,11 %).
| 1866  | 1872  | 1876  | 1881  | 1886  | 1891  | 1896  | 1901  | 1906  |
| ----- | ----- | ----- | ----- | ----- | ----- | ----- | ----- | ----- |
| 1 099 | 1 117 | 1 124 | 1 121 | 1 137 | 1 207 | 1 264 | 1 349 | 1 404 |

| 1911  | 1921  | 1926  | 1931  | 1936  | 1946  | 1954  | 1962  | 1968  |
| ----- | ----- | ----- | ----- | ----- | ----- | ----- | ----- | ----- |
| 1 355 | 1 230 | 1 180 | 1 188 | 1 240 | 1 356 | 1 837 | 2 298 | 2 565 |

| 1975  | 1982  | 1990  | 1999  | 2006  | 2011  | 2016  | 2021  | 2022  |
| ----- | ----- | ----- | ----- | ----- | ----- | ----- | ----- | ----- |
| 2 949 | 3 595 | 4 019 | 4 442 | 5 111 | 5 129 | 5 447 | 5 827 | 5 920 |

### Pyramide des âges
La ville de Marnaz enregistre un taux de mortalité de 8,5 ‰ sur le période de 2016 à 2022. En comparaison, sur la même période, le taux de mortalité est de 7,6 ‰ pour Cluses (chef-lieu du canton) et de 7,2 ‰ pour le département. Le taux de natalité de la ville est globalement en baisse depuis 2006 et est estimé à 12,9 ‰ sur le période de 2016 à 2022. En comparaison, sur la même période, le taux de natalité s'élève à 12,6 ‰ pour Cluses et à 11,9 ‰ pour le département. La tendance est au vieillissement de la population, mais globalement la population de Marnaz est plus jeune que la moyenne.
En 2022, les Marnerottes sont les plus nombreuses.
| Hommes | Classe d’âge | Femmes |
| ------ | ------------ | ------ |
| 0,4    | 90 ou +      | 1,4    |
| 5,2    | 75-89 ans    | 7      |
| 13,1   | 60-74 ans    | 12,7   |
| 21     | 45-59 ans    | 20,7   |
| 20,8   | 30-44 ans    | 21,4   |
| 20     | 15-29 ans    | 14,8   |
| 19,4   | 0-14 ans     | 22     |

| Hommes | Classe d’âge | Femmes |
| ------ | ------------ | ------ |
| 0,6    | 90 ou +      | 1,4    |
| 5,9    | 75-89 ans    | 7,9    |
| 14,2   | 60-74 ans    | 15,3   |
| 20,7   | 45-59 ans    | 20,3   |
| 21,8   | 30-44 ans    | 21,4   |
| 17,4   | 15-29 ans    | 15,6   |
| 19,5   | 0-14 ans     | 18     |

### Enseignement
La commune abrite une école maternelle et une école élémentaire publiques.

### Service de secours
Le centre de secours mis en service en 2002, a été le premier du département à bénéficier d'un financement par le Service départemental d'incendie et de secours de Haute-Savoie (SDIS 74) à hauteur de 80 %, le reste étant financé par la commune.

### Manifestations culturelles et festivités
La Marnerotte est une randonnée pédestre qui a fait partie pendant quelques saisons d'un circuit officiel. Son parcours démarre de la mairie de Marnaz pour rejoindre le lac Bénit par le lieu-dit les Bottes.

### Cultes

#### Culte catholique
La commune fait partie du diocèse d'Annecy, du doyenné de la Moyenne Vallée de l'Arve et de la paroisse Saint-Bruno en vallée d'Arve dont le siège se trouve à Cluses.
Le 22 mars 1869, une communauté de religieuses de la Croix de Chavanod s'installe à Marnaz. Elles y restent jusqu'en 1998.

### Offres médico-sociales

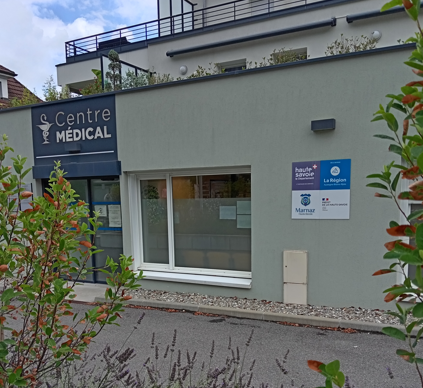
Le centre médical de Marnaz

#### Maison de santé
Depuis 2021, la ville de Marnaz dispose d'une offre de soins qui prend la forme d'une maison de santé pluriprofessionnelle (MSP) multisites. La MSP regroupe à la fois le centre médical de l'avenue du Mont Blanc et le Pôle Unifié des Soins Ambulatoires du Bargy (PUSA). Le fonctionnement de la MSP repose sur la coopération d'une vingtaine de professionnels de santé exerçant sur les communes de Marnaz, Scionzier, Cluses et Thyez.
Le PUSA du Bargy organise les parcours de soins, et propose des actions éducatives, des ateliers de prévention, ainsi que des conférences en direction des populations les plus fragiles.

#### Ehpad
La ville de Marnaz est dotée d'un Ehpad. Depuis 2022, l'Ehpad « La rose des vents » remplace l'Ehpad « Les corbattes » qui se situait sur la commune.L'établissement est géré par le centre hospitalier Alpes Léman (CHAL).

## Économie

### Contexte
Marnaz se situe dans la moyenne Vallée de l'Arve qui s'étend de Cluses à Arenthon. Ce territoire, marqué par son dynamisme démographique, est le premier bassin d'emplois industriels de la Haute Savoie et c'est la première région économique du département en contact avec l'Italie et la Suisse.
Comme dans le reste de la vallée de l'Arve, diverses activités se côtoient à Marnaz : l'habitat, les activités agricoles, des activités économiques et spécialisées avec une part importante d'activités tournées vers le décolletage et la mécatronique.

### Revenus de la population
En 2021, le revenu fiscal médian par ménage des Marnerots est de 25 900 €/ an, en comparaison celui de Cluses (chef lieu du canton) est de 21 720 €/ an, et celui du département est de 28 120 €/ an. Le revenu des ménages marnerots est composé pour plus de 85,5 % d'un revenu d'activité (salaires, indemnités chômage, revenus d'activités non salariées), pour 19,9 % d'une pension, pour 6,2 % de revenus du patrimoine et pour 3,3 % de prestations sociales.
Le salaire net horaire moyen des Marnerots s'élève à 15,8 euros, en comparaison celui de Cluses est de 14,4 euros et celui du département est de 16,4 euros. 59 % des foyers de Marnaz sont imposés en 2021(58 % au niveau du département de Haute-Savoie).

### Le décolletage
Comme dans toute la vallée de l'Arve, Marnaz possède une industrie du décolletage importante.

#### La spécialisation horlogère, les prémices du décolletage
L'essor du décolletage dans le Faucigny est lié à celui de l'horlogerie dans la vallée. C'est au cours du Premier Empire que la vallée de l'Arve se spécialise dans l'horlogerie et dans ses petites pièces (rouages, cages de montres, barillets ...).
En 1790, 1115 ouvriers « horlogers » sont recensés principalement à Cluses, Magland et aussi à Scionzier et Marnaz. Le Faucigny fait alors parti du royaume de Sardaigne mais est très dépendant de Genève du point de vue des échanges commerciaux. Le protectionnisme sarde coupe alors le Faucigny de la métropole genevoise et met un coup d'arrêt à l'essor de l'horlogerie dans la vallée de l'Arve.
En 1832, la vallée ne comptait plus que 600 ouvriers horlogers établis à Cluses, Magland, Arâches, la Frasse, la Rivière-Enverse, Saint-Sigismond, Marnaz et le Mont-Saxonnex. Après la grave dépression économique et politique de 1846-1851, le Piémont réaffirme sa place à l'échelle internationale et l'horlogerie reprend son essor dans le Faucigny.
En 1860, la production horlogère du Faucigny atteint 1 800 000 Francs. On estime en 1864 que 2400 ouvriers issus de 24 départements travaillent dans l'horlogerie et ont des salaires estimés entre 5 à 20 francs par jour.
En 1889, la production est dense dans les villes de Cluses-Scionzier-Marnaz. La répartition géographique de l'horlogerie de l'époque va déterminer celle du décolletage de l'époque actuelle.
La fabrication des pignons voit ses rendements multipliés par l'arrivée de l'électricité. En 1898, Alexandre Cavalieri apporte le courant à Cluses, Marnaz et Scionzier. Mais, l'arrivée de l'électricité et le développement de la mécanisation font drastiquement chuter les effectifs des salariés de l'horlogerie. En 1904, la récession, la concurrence, les exigences des patrons sont le point de départ d'une crise sociale sans précédent à Cluses, Scionzier et Marnaz. Les incidents font 3 morts et 150 blessés.

#### L'essor du décolletage
Parallèlement à l'affaiblissement de l'horlogerie, le nombre de machines à décolleter de plus gros diamètres croît pour répondre à la demande en visserie, en pièces pour l'électricité ou encore pour le secteur automobile qui est à ses débuts.
La guerre 1914-1918 contribue à véritablement lancer le décolletage dans la vallée de l'Arve, avec la fabrication des fusées d'obus et d'organes d'armes. Toutefois, la vallée de l'Arve continue à compter à la fois des activités d'horlogerie encore prospère et aussi des activités de décolletage en pleine croissance.
La guerre de 1939-1945 contribue à enrichir encore la vallée. En effet, en 1940, la France est coupée par la ligne de démarcation et les groupes horlogers installés dans le Jura, en territoire occupé, décidèrent d'implanter leurs fabrications en Haute-Savoie. La seconde guerre mondiale permet à la vallée de l'Arve d'accumuler des capitaux très conséquents qui seront par la suite réinvestis pour outiller les usines contribuant ainsi à l'expansion du décolletage en raison de la reconstruction, mais aussi en raison du développement de l'industrie de l'automobile, des cycles et motocycles, de la radio, de la télévision ...
Entre 1938 et 1961, l’emploi dans le secteur du décolletage à Marnaz connaît, comme dans le reste de la vallée, une forte croissance, passant de 300 à 943 salariés. En effet, les entreprises de décolletage génèrent de nombreux emplois et contribuent à une forte urbanisation de la vallée, accélérée par l'exode rural et montagnard. Ainsi, du point de vue démographique, en 1876, Marnaz recensait 1124 habitants contre 2500 en 1961. Les cinq centre urbains du décolletage (Sallanches, Cluses, Scionzier, Marnaz, Bonneville) connaissent un accroissement démographique sans précédent créant d'importants besoins en logement, en équipement scolaire, en transport...

## Culture et patrimoine

### La poterie Guyot

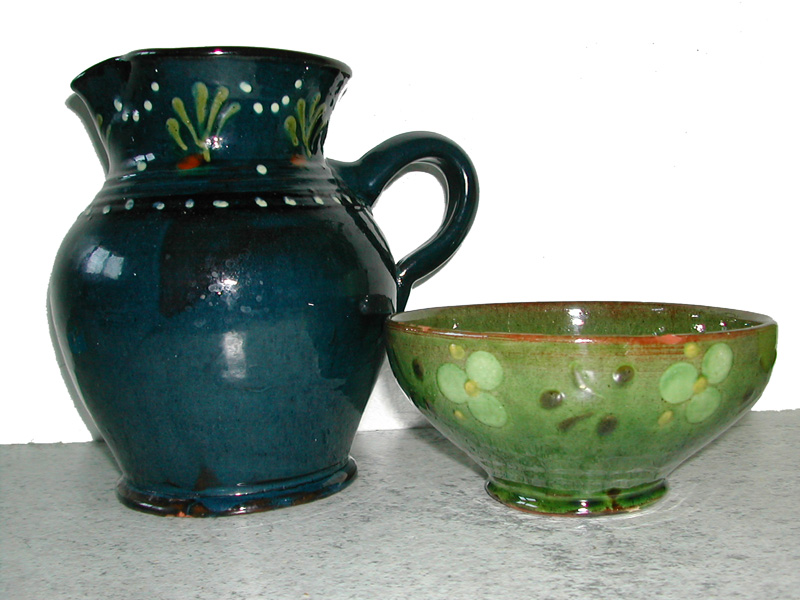
Vaisselle de la poterie Guyot

La présence de riches veines de marne au bords de l'Arve et une tradition savoyarde de poterie vernissée ont permis le développement de la poterie de Marnaz, dont le début de l'activité remonte au XIXème siècle et s'est poursuivit jusqu'en 2010 grâce au travail de Cécile et Bernard Coronel.
La vaisselle fabriquée à la poterie est utilitaire : assiettes, pots de lait, bassines, toupines ....
Le développement du tourisme a contribué à faire connaitre la poterie Guyot au cours du XXème siècle.

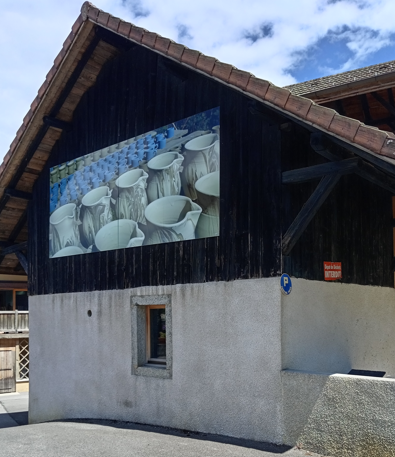
Poterie Guyot à Marnaz

#### Histoire de la poterie Guyot
L'origine de la poterie Guyot prend ses racines à Scionzier. C'est au château de la Croix de Scionzier que Françoise Bouverat épouse de Jean-François Guyot exploite alors un atelier de poterie de 1775 jusqu'en 1890. La poterie est ensuite reprise par André Guyot, descendant de Jean-François Guyot, mais cette fois-ci à Marnaz, au lieu-dit "la Terrassière". En 1967, la poterie qui emploie 4 tourneurs et 2 décoratrice est à son apogée et est reprise par Bernard Coronel et son cousin. L'atelier est situé dans la maison familiale à quelques mètres du bâtiment qui abrite le four à bois et la salle de vente. La production s'arrête en 2010, Cécile Coronel est alors âgée de 95 ans.

#### La fabrication de la vaisselle Guyot
L'extraction de la marne nécessaire à la poterie était réalisée sur un terrain marécageux appartenant à la famille, au lieu-dit "le Grand Pré", près de l'Arve. Cette terre de Marnaz est caractérisée par sa couleur "brique". Des pains de 30 kg étaient façonnés sur place et ensuite acheminés jusqu'à la poterie.

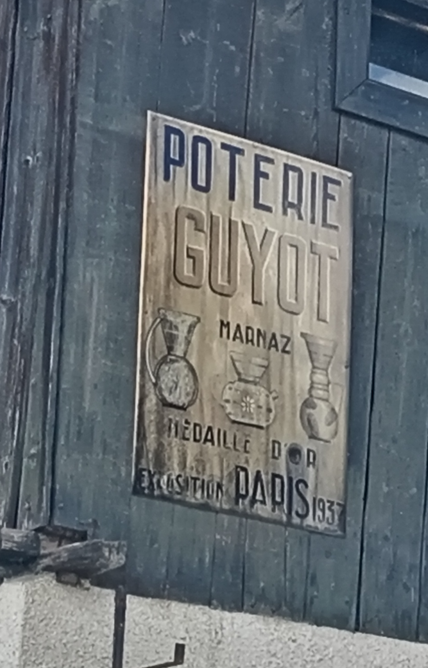
Poterie Guyot médaillée d'or à l'exposition internationale

Après tournage et engobage, les objets fabriqués à la poterie sont décorés par Cécile Coronel dont les ornements évoluent au fil du temps, d'abord avec des petits pois, puis avec des fleurs alpines et des oiseaux, et par des motifs animaliers. Les couleurs utilisées par la poterie sont d'abord traditionnelles : l'ocre, le brun et le jaune. Puis, les couleurs vertes et bleues ont été employées pour mieux répondre à la demande de la clientèle.

#### Reconnaissance du travail de la poterie Guyot
En 1937, la poterie est choisie pour décorer le pavillon de la Savoie lors de l'exposition internationale de Paris. C'est lors de cet évènement que l'atelier est récompensé d'une médaille d'or pour la qualité du décor du "pichet à l'oiseau".
Les bols de la poterie Guyot ont également participé à une exposition internationale sous le patronage de la commission Suisse pour l'Unesco intitulée "Mille et Un bols".
La vaisselle Guyot continue à être exposée au musée Alpin de Chamonix ainsi qu'au musée de la céramique et du verre à Genève.

### Lieux et monuments

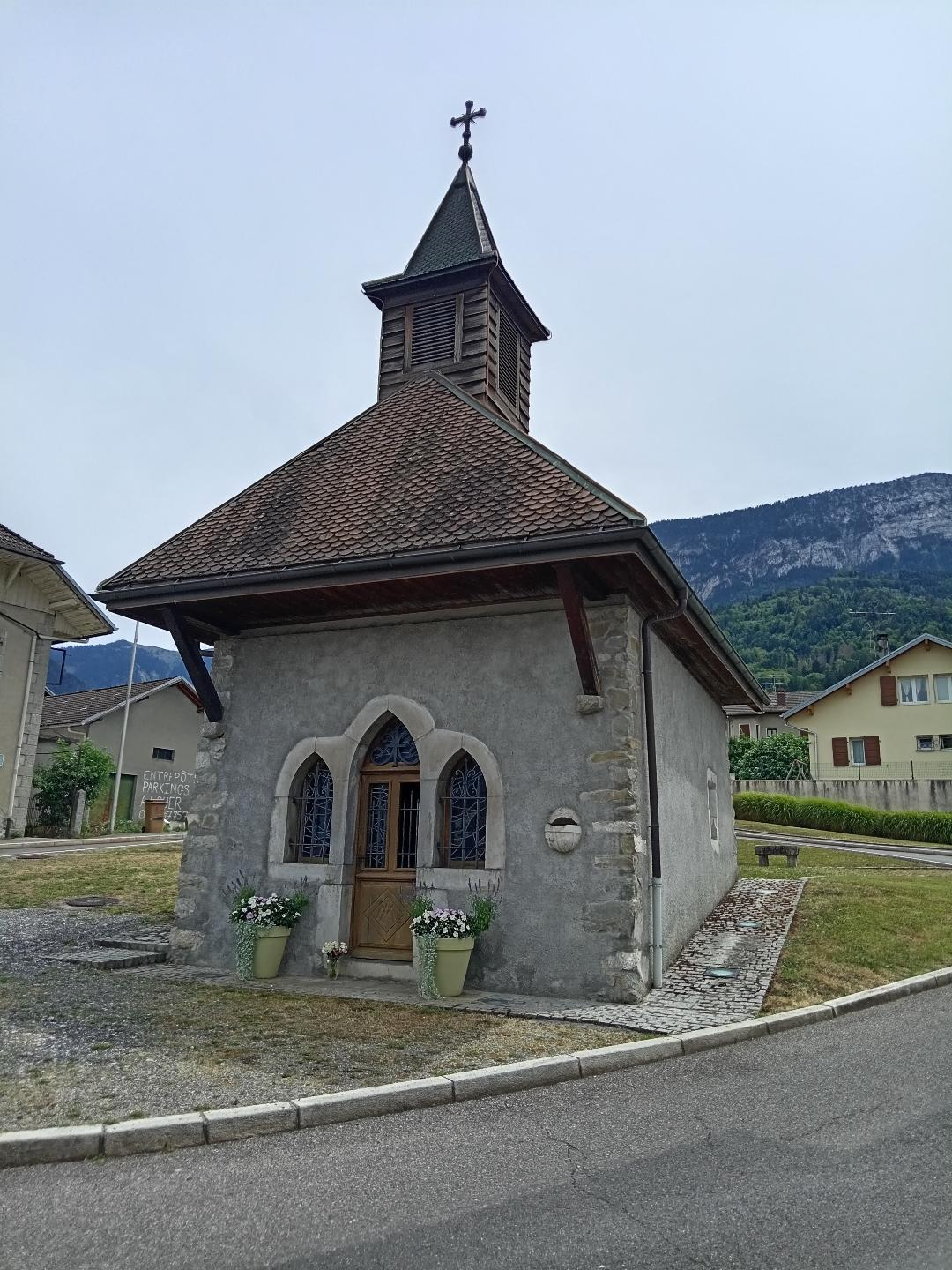
La Chapelle Notre Dame de la Visitation à Marnaz (2025)

- La Chapelle Notre Dame de la Visitation a été construite en 1648. Il s'agit de l'un des plus ancien édifice de Marnaz. L'histoire raconte qu'autrefois des bucherons et des charbonniers provoquèrent un grave incendie dans la forêt du Lac Bénit (qui se situe juste au-dessus de Marnaz sur la commune du Mont-Saxonnex). Ils laissèrent un Bargy ravagé et un lac dépouillé provoquant sa colère. Le lac se mit à bouillonner et à déborder. Terrifiés par la situation, les habitants de Marnaz firent appel à un ermite. Il pria pour retenir les eaux et offrit un anneau magique pour contenir le lac. En signe de reconnaissance, la chapelle Notre Dame de la Visitation a été érigée à l'endroit même où l'eau se serait arrêtée[32]. A l'heure actuelle, la chapelle est ouverte aux fêtes mariales et lors des journées du patrimoine. Elle est ornée d'un tableau intitulé "Notre Dame de la Visitation", une peinture à l'huile d'origine italienne, datant du XVIIIe siècle. Celui-ci illustre la visite de Marie à sa cousine Elisabeth. L'auteur de ce tableau est sans doute un élève de Pierre Mignard qui a probablement copié une des oeuvre du peintre. Le tableau a été restauré en 2025 par Isabelle Moreaux-Jouannet [6].

- L'église Saint-Pierre-aux-Liens est construite de 1848 à 1851. Initialement destinée à la paroisse de Scionzier, elle est attribuée à celle de Marnaz lors de la scission de 1866. S'estimant lésés d'un bien qu'ils avaient en partie financé, les Schonverots (habitants de Scionzier) sont venus, dans la nuit, saboter l'église de la paroisse de Marnaz. Certains parlent du "vol de la cloche", d'autres sources indiquent que c'est le battant de la cloche qui a été dérobé et retrouvé quelques jours plus tard au pied d'un oratoire[10]. De nos jours, l'église Saint-Pierre-aux-Liens abrite 3 cloches : Marie-Josephte de 1863, Elisa Célestine et Jeanne-Marceline de 1900[7].

### Équipements culturels

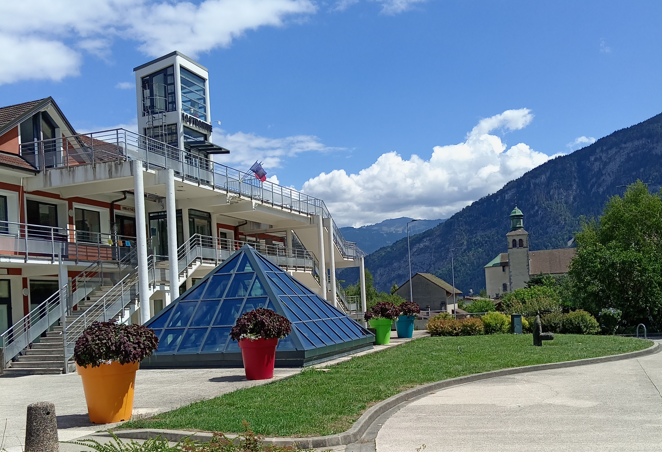
Le centre culturel la "Pyramide" (en arrière plan l'église Saint-Pierre-aux-Liens)

- La « Pyramide » voit le jour en 1993 après la réhabilitation d'une ancienne usine de décolletage. Le centre culturel la "Pyramide" abrite plusieurs salles ainsi que la bibliothèque municipale. Chaque année, une exposition de sculptures, de dessins et de peintures y est organisée (27e édition en novembre 2021).
- Depuis 2022, la salle des fêtes de Marnaz accueille le dispositif Micro-folie supervisé par le Ministère de la Culture et coordonné par le parc de La Villette. Dans le cadre de ce dispositif, des œuvres numérisées issues des catalogues de grands musées nationaux et internationaux sont projetées ainsi que des extraits de concerts de l'Opéra de Paris. Le dispositif permet également de découvrir l'Egypte ancienne, la Grèce antique et le peuple Viking[33]. Le dispositif de Marnaz comporte des modules complémentaires : un café folie (ludothèque), un FabLab ainsi qu'un espace réalité virtuelle[34].

### Associations culturelles et artistiques
- La batterie-fanfare est dirigée par Brice Bondaz et compte 17 musiciens.
- L'harmonie municipale est une association fondée en 1836 qui compte aujourd'hui 93 musiciens.
- Les compagnons de la "Tropa dé Vyoné" (qui signifie "troupes des sentiers" en patois) entretiennent, aménagent et valorisent les sentiers et espaces naturels de Marnaz. Le travail de cette association a permis de sécuriser le chemin "de la Vardafe" (sentier bas de la Biolle), d'entretenir les ruisseaux et de créer des panneaux d'orientation sur les chemins de la commune[35].

### Personnalités liées à la commune
- Jean Rosay (1902-1945), prêtre, vicaire de la paroisse en 1926. Résistant, Juste parmi les nations.
- Stéphane Paille (1965-2017), sportif.
- Loïc Hervé (né en 1980), homme politique, sénateur de la Haute-Savoie et ancien maire de la commune.

### Héraldique
| Blason de Marnaz | Blason  | D'azur à la roue d'engrenage d'argent, le moyeu de gueules percé d'argent, soutenue par deux branches de laurier d'or, fruitées de gueules, les tiges passées en sautoir en pointe et liées du même, au listel d'argent brochant en chef, chargé de l'inscription "MARNAZ" en lettre capital de gueules et surmonté d'un tourteau de gueules remplis d'argent. |
| Blason de Marnaz | Détails | Le statut officiel du blason reste à déterminer. |

### Insee
1. ↑  Insee, « Évolution et structure de la population en 2021 - Département de la Haute-Savoie (74) », 27 juin 2024 (consulté le 13 juillet 2024).